# Igrzyska panhelleńskie
Igrzyska panhelleńskie – wielkie imprezy sportowo-religijne w starożytnej Grecji, w których uczestniczyli zawodnicy ze wszystkich greckich polis.
Mimo że prawie każda polis organizowała zawody sportowe, tylko cztery spośród nich miały charakter igrzysk panhelleńskich czyli ogólnogreckich. Były to:
- igrzyska olimpijskie w Olimpii,
- igrzyska pytyjskie w Delfach,
- igrzyska istmijskie w Istmii koło Koryntu,
- igrzyska nemejskie w Nemei między Argos a Kleonaj.

Do miana zawodów panhelleńskich aspirowały również ateńskie Panatenaje, nigdy jednak nie zyskały one takiego znaczenia, jak wymienione.
Igrzyska panhelleńskie były, jak pisał Pindar, "wspólnymi świętami" (panegyris) wszystkich Greków, były poświęcone wspólnym bogom i znajdowały się pod ich opieką. Były uroczystościami przypominającymi o wspólnocie etnicznej i kulturowej wszystkich Greków.